# The Hogyssey
The Hogyssey è il terzo album in studio del gruppo musicale britannico Spacehog, pubblicato nel 2001.

## Tracce
Tutte le tracce sono di Royston Langdon, eccetto dove indicato.

1. Jupiter's Moon - 3:46
2. This Is America (Antony Langdon, R. Langdon) - 4:12
3. I Want to Live - 4:30
4. Earthquake - 2:49
5. A Real Waste of Food - 4:40
6. Perpetual Drag - 3:49
7. Dancing on My Own - 5:54
8. And It Is - 4:54
9. The Hogyssey (Richard Strauss) - 2:37
10. The Strangest Dream - 4:12
11. At Least I Got Laid - 3:49
12. The Horror - 17:25

## Formazione
- Royston Langdon - basso, voce
- Antony Langdon - chitarra, voce
- Jonny Cragg - batteria
- Richard Steel - chitarra